# Nippon Columbia

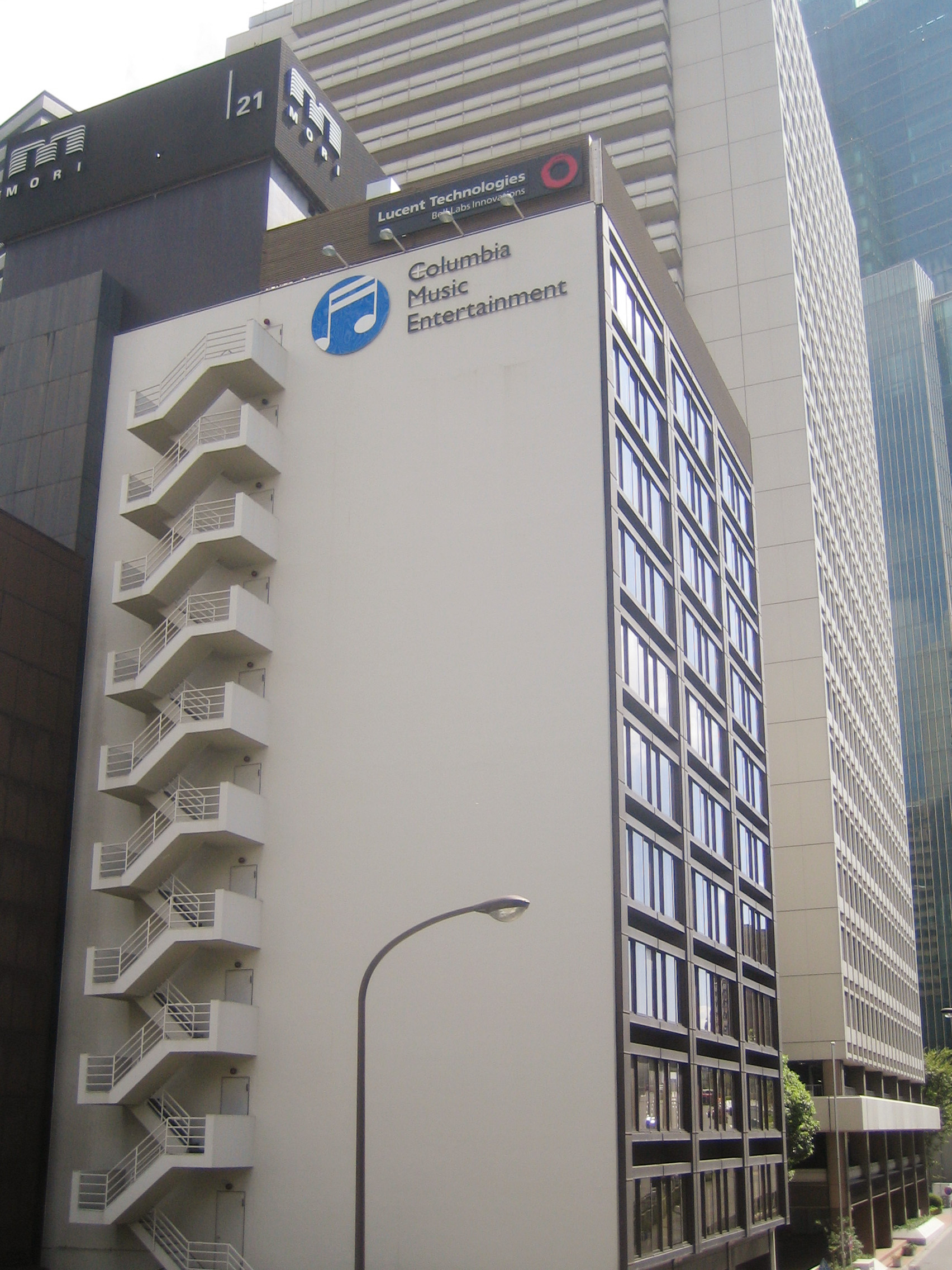
Sede da Columbia Music Entertainment. Roppongi, Minato Ward, Tóquio

Nippon Columbia Co., Ltd. (日本コロムビア株式会社, Nippon Koromubia Kabushiki Kaisha), frequentemente pronunciada Korombia, operando internacionalmente como Nipponophone Co., Ltd. (日本蓄音器商会, Nihon Chikuonki Shōkai), é um selo fonográfico japonês fundado em 1910 como Nipponophone Co., Ltd. Afiliou-se à Columbia Graphophone Company do Reino Unido e adotou as marcas comerciais padrão da Columbia Britânica ("Magic Notes") em 1931. A empresa mudou seu nome para Nippon Columbia Co., Ltd. em 1946. Ele usou o nome Nippon Columbia até 1º de outubro de 2002, quando se tornou Columbia Music Entertainment, Inc. (コロムビアミュージックエンタテインメント株式会社, Koromubia Myūjikku Entateinmento Kabushiki kaisha). Em 1 de outubro de 2010, a empresa retornou ao seu nome atual. Fora do Japão, a empresa anteriormente denominada Savoy Label Group, que lança gravações no SLG, Savoy Jazz, e continua a operar como Denon. Também fabricou produtos eletrônicos sob a marca Denon até 2001. Em 2017, a Concord Music adquiriu o Savoy Label Group.

## Outras informações
Além das raízes históricas comuns, a atual gravadora Nippon Columbia não tem relação direta com a American Columbia Records (parte do grupo Sony Music nos Estados Unidos e conhecida no Japão como Sony Records International; a Nippon Columbia era a licenciada da American Columbia Records até 1968, quando a CBS/Sony (agora Sony Music) foi fundada) ou o grupo EMI britânico, do qual a Columbia Graphophone Co. original fazia parte - o licenciado da British Columbia Graphophone Company era na verdade Toshiba Musical Industries (The EMI Group foi dividido em 2012; o atual licenciado para reedições é a Warner Music Japan). O rótulo é notável, no entanto, por continuar usando o logotipo histórico do Magic Notes, que tem sido associado ao nome Columbia desde a fundação do rótulo.

## Artistas
O cantor vencedor do Prêmio de Honra do Povo Japonês, Hibari Misora, pertencia à gravadora. Essa gravadora também é conhecida por deixar Ayumi Hamasaki, a artista solo mais vendida na história japonesa da Oricon (desde 1968), antes de sua fama. Isso aconteceu depois que seu primeiro single, "Nothing from Nothing" e o álbum de mesmo nome fracassaram, devido a pouca ou nenhuma promoção. Posteriormente, conheceu seu atual produtor, Max Matsuura, que agora é presidente da Avex.
Também incluído na lista:
- Godiego
- MADKID (grupo de garotos)
- ONEPIXCELL (grupo de garotas)
- Kiyoshi Hikawa
- Kaela Kimura
- Ulrik Munther (somente no Japão)
- not yet
- Yoshiki
- Laboum (grupo de garotas coreano)
- ATEEZ

## Editoras discográficas
- Animex
- B-C (pronunciado B a C)
- CME Records
- Columbia House
- Columbia International
- Columbia Japan
- Columbia*readymade (originalmente estilizado como ********* records,tokyo, mudando para columbia*readymade depois que a Nippon Columbia mudou de nome para Columbia Music Entertainment)
- Columbia Records (não relacionado à gravadora americana, que está sob a Sony Music)
- Denon
- Heat Wave
- Hug Columbia
- M-Train
- Nexstar Records
- Passion
- Savoy Records
- Triad

## OtoRevo
Em fevereiro de 2006, o CEO da Columbia Music Entertainment, Sadahiko Hirose, contratou o co-fundador do Napster Jordan Ritter como consultor executivo do CEO. Em abril de 2006, a Ritter tornou-se CTO e formou a divisão Red Dove (P&D), com foco na redução de custos e melhoria da eficiência das operações internas, enquanto desenvolvia novas empresas spin-off que provavam melhores abordagens para os aspectos mais caros dos negócios da CME.
Em 2007, Ritter contratou Ejovi Nuwere na CME e, juntos, começaram a construir uma plataforma promocional japonesa, orientada para a concorrência, para novos artistas chamada Otorevo. A premissa do projeto era provar um modelo mais econômico e demorado para descobrir artistas viáveis para se juntar ao selo. Apesar dos sucessos mensuráveis de Otorevo, o conselho de diretores do CME votou pelo encerramento de todos os projetos de P&D em março de 2008.

### OtoRevo Artist
Um número de artistas talentosos foi descoberto na plataforma OtoRevo, dois artistas receberam estreias, mas todos foram lançados após o fechamento da divisão de P&D e foram para outras gravadoras. O mais conhecido é o grupo CREAM, originalmente denominado IYSE. Atualmente, eles são um dos novos artistas mais vendidos no Japão, com mais de 3 milhões de visualizações de canal no YouTube.

## Principais investidores
Os principais investidores incluíram Faith Inc. (31,20%), Daiichi Kosho Company (4,75%), Japan Securities Finance Co., Ltd. (2,13%), Sumitomo Trust and Banking (0,95%), Nomura Securities (0,75%), Rakuten Securities (0,64%) e Fukoku Mutual Life Insurance Company (0,59%).
Em 2017, a Faith Inc. adquiriu o restante das ações da Nippon Columbia, tornando-a uma subsidiária integral,